# ブリュッセル＝コングレ駅
ブリュッセル＝コングレ駅（仏：Gare de Bruxelles-Congrès, 蘭：Station Brussel-Congres）は、ブリュッセルの北南接続線（ベルギー国鉄0号線）内にあるベルギー国鉄の鉄道駅である。ブリュッセル北駅やブリュッセル南駅などに程近い。

## 列車系統
- IR d: ヘラールツベルヘン駅 - ブリュッセル - アントウェルペン中央駅
- IR j: ケヴィ駅 - ブリュッセル - ブリュッセル空港駅
- L(普通): アントウェルペン中央駅 - ブリュッセル南駅

## 駅構造
駅舎はベルギー人建築家マキシム・ブランフォート（Maxime Brunfaut）により設計された。駅舎は主に換気用に使用されている。ホームは2面4線を有している。

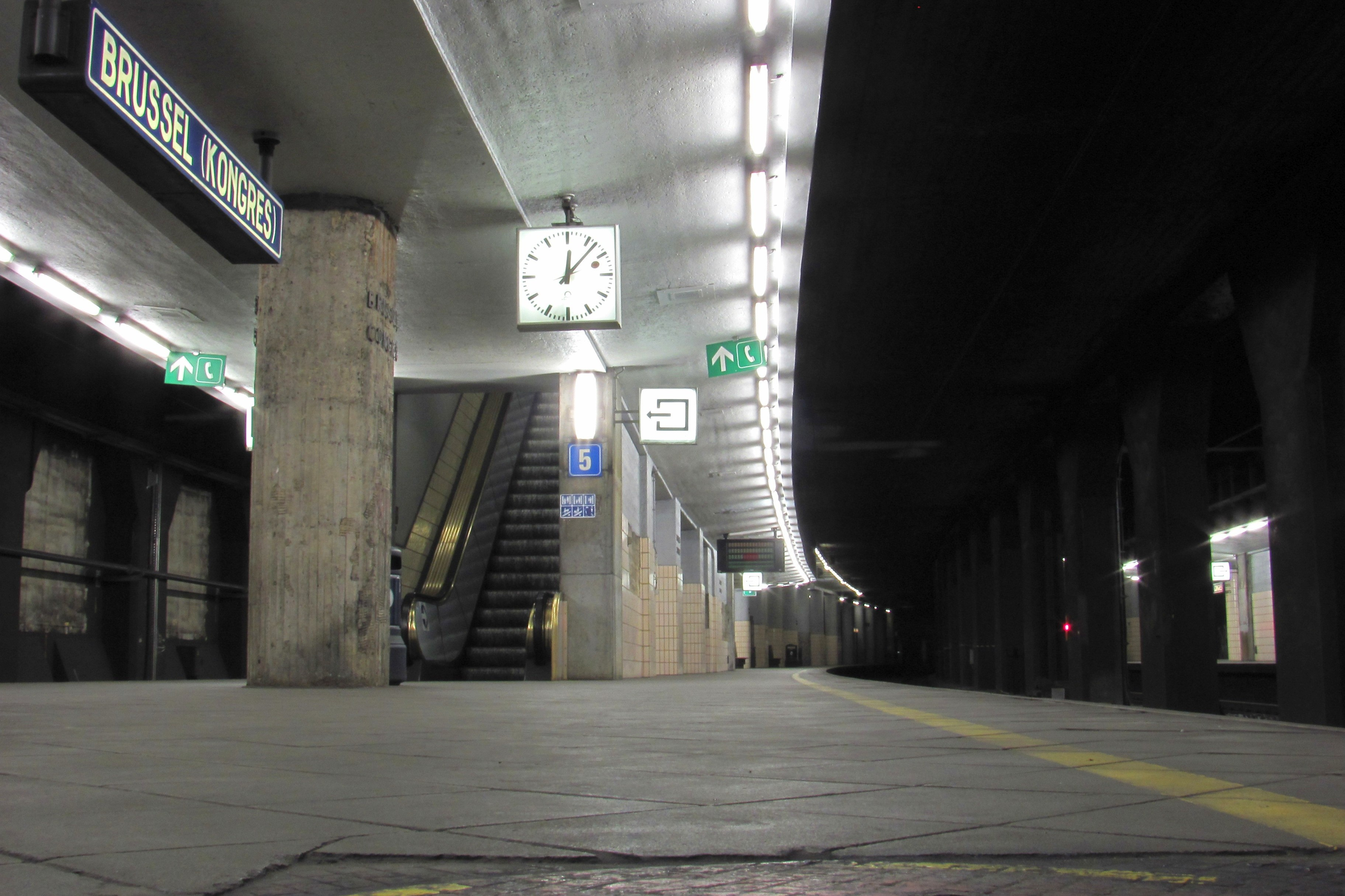
ホーム（2011年8月26日）

## 駅周辺
- サイント＝ルイース学部大学（フランス語版）
- 漫画博物館（フランス語版）
- フィナンセ・タワー（フランス語版）

## 歴史
- 1952年10月4日 - 開業。

## 隣の駅
ベルギー国鉄
北南接続線
ブリュッセル北駅 - ブリュッセル=コングレ駅 - ブリュッセル中央駅